# Augustinus Heumann
Augustinus Heumann (* 10. November 1885 in Münster; † 1. Februar 1919 in Köln) war ein deutscher Bildhauer, Maler und Holzschneider.

## Leben
Augustinus Heumann war Sohn des Kaufmanns und späteren Stadtsekretärs Hermann Heumann und seiner Ehefrau Elisabeth (geb. Pletzer) aus Münster.
Er galt als talentierter Künstler, der zunächst in der Werkstatt des Münsteraner Bildhauers August Schmiemann ausgebildet wurde. Unter der sicheren Führung dieses „klugen und vor allem in technischen Dingen außerordentlichen begabten Meisters formte sich die eigenwillige, selbstbewusste Art des Schülers Heumann“. In München vervollständigte er seine Fähigkeiten, vor allem auf dem Gebiet der Malerei.

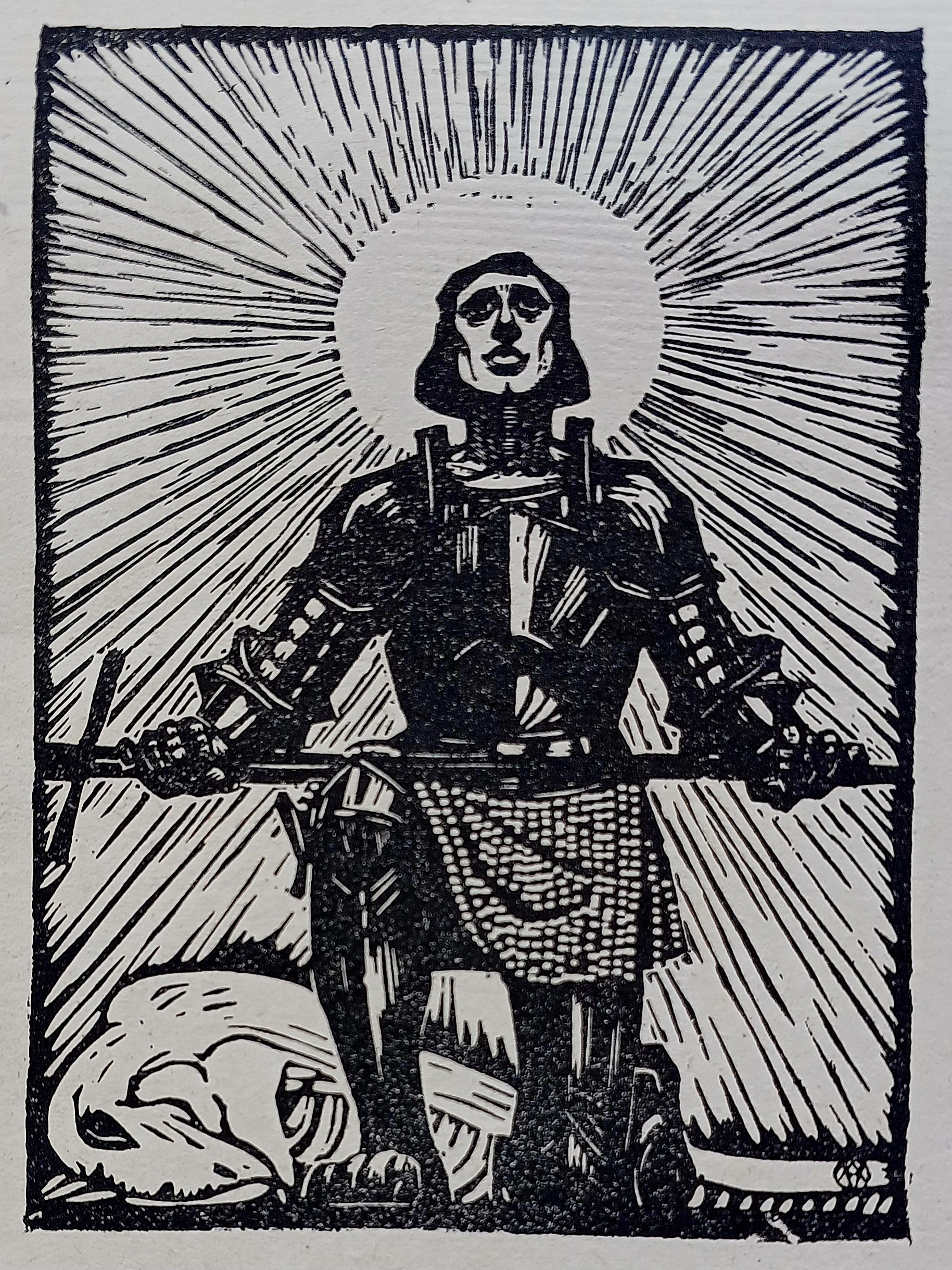
Holzschnitt "Gloria Victoria"

Nach seinem Tod wurde ihm in den „Heimatblättern der Roten Erde“ des Westfälischen Heimatbundes ein Artikel über sein Leben und Schaffen gewidmet.

## Werke
In den Lehrjahren wirkte Heumann bei den Arbeiten Schmiemanns mit. Dazu zählen beispielsweise die Erneuerungsarbeiten am Salvatorgiebel des St.-Paulus-Doms in Münster, die 1906 fertig gestellt wurden.

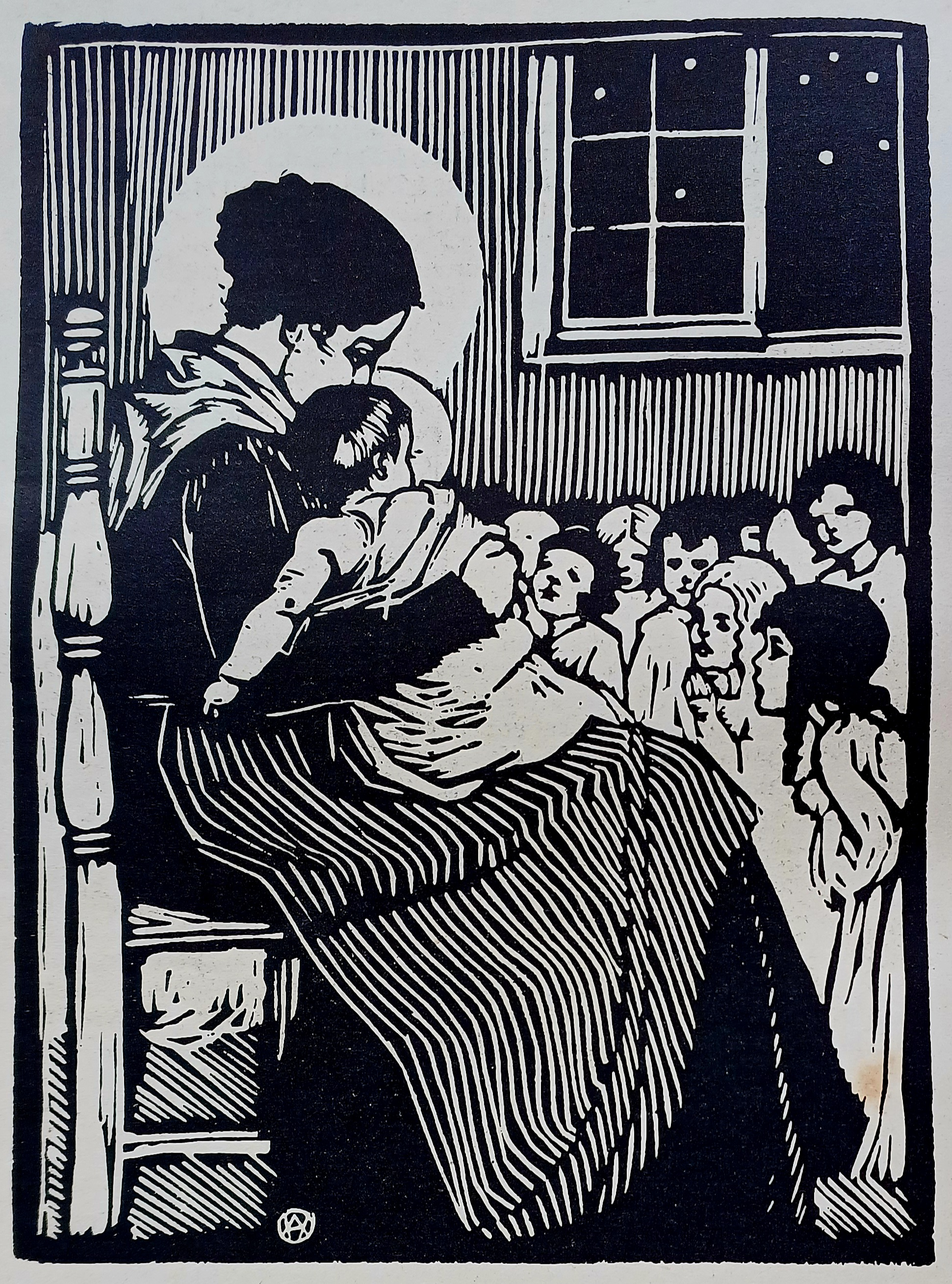
Holzschnitt "Auf dem Berge, da geht der Wind"

Mit Heinrich Everz bildete Heumann die neue westfälische Holzschnittkunst, wenngleich Heumann mit seinen religiösen und sozialen Bildinhalten in den münsterländischen Kunstausstellungen stets den Gegenpol zu Everz vertrat.
Eine Vielzahl seiner Holzschnitte wurden als Illustrationen veröffentlicht. Künstlerisch besonders erwähnenswert sind die sechs Bildwerke zu Dichtungen von Annette von Droste-Hülshoff im Buch "Dichtungen der Droste" sowie Bildwerke zu Dichtungen von Karl Wagenfeld im Buch "Daud un Düwel".
Für den Fürstenhof Solms-Lich schuf er eine Vielzahl an Büsten. Der kunstliebende Großherzog Ernst Ludwig von Hessen wurde ebenfalls auf den Künstler aufmerksam und erstand unter anderem die „Judith“.
Auf der Kunstausstellung 1916 im Landesmuseum Münster zeigte Heumann Büsten von Goethe und Schiller, sowie ein Bronzerelief des durch das Kiepenkerl-Denkmal und anderer Bildwerke bekannten münsterschen Bildhauers August Schmiemann und seiner Gattin. Das Reliefmedaillon wurde von Heumann bereits 1903 gefertigt.